# Abdul Hadi al-Iraqi

Abdul Hadi al Iraqi

Abdul Hadi al Iraqi (arabisch عبد الهادي العراقي Abd al-Hadi al-Iraqi, DMG ʿAbdu l-Hādī al-ʿIrāqī; * 1960 oder 1961 in Mossul, Irak) alias Nashwan Abdulrazzaq Abdulbaqi (نشوان عبد الرزاق عبد الباقي Naschwan Abd ar-Razzaq Abd al-Baqi, DMG Našwān ʿAbdu r-Razzāq ʿAbdu l-Bāqī) ist ein irakisches hochrangiges Mitglied der al-Qaida. Er sitzt derzeit in US-Gewahrsam in Guantánamo Bay auf Kuba.

## Leben
Abdul Hadi wurde ca. 1960/1961 in Mossul geboren. Er spricht mehrere Sprachen, darunter Arabisch, Urdu, Kurdisch, Persisch und Paschtunisch.
Nach unbestätigten Quellen war er in der früheren irakischen Armee Major. Sicher ist nur, dass sich Abdul Hadi während der sowjetischen Intervention in Afghanistan den afghanischen Mudschahedin angeschlossen hat, um gegen die Sowjetarmee zu kämpfen.
Nachdem die Nord-Allianz in Afghanistan durch Unterstützung der US-Amerikaner zunehmend an die Macht kam und die Taliban gestürzt wurden, zog sich Abdul Hadi in die pakistanisch-afghanische Grenzregion zurück. Er wurde vom U.S. State Department steckbrieflich gesucht.
Laut einem Steckbrief der US-Regierung von 2006 wurde Abdul Hadi persönlich von Osama bin Laden zum Leiter der al-Qaida in Irak ernannt. Er wurde mit zahlreichen Terroranschlägen in Afghanistan und der pakistanischen Grenzregion Peschawar in Verbindung gebracht. Er hatte den Ruf, ein qualifizierter und erfahrener Kommandeur der al-Qaida zu sein, und befehligte zahlreiche terroristische Trainingslager in Afghanistan.
Laut Newsweek (Nachrichtenmagazin) reiste Abdul Hadi im Februar 2005 aus Pakistan in die Autonome Region Kurdistan, wo er zwischen Osama bin Laden und Abu Musab az-Zarqawi vermittelt haben soll. Am 27. April 2007 wurde Abdul Hadi verhaftet und von CIA-Agenten mehrmals verhört, anschließend wurde er nach Guantánamo Bay auf Kuba gebracht.